# Paul Chambers
Paul Chambers (Pittsburgh, 1935. április 22. – New York, 1969. január 4.) amerikai nagybőgős, zeneszerző.

## Pályakép
Paul Chambers az egyik legnagyobb jazzbőgős. Az Ő játéka szavakon túli.
Detroitban járt iskolába. Ott kezdett el zenével foglalkozni: előbb baritonkürtözött, majd tubát is tanult és 1949-ben kezdett nagybőgőzni. Baritonszaxofonon is játszott. 1952-ben a Detroiti Szimfonikus Zenekar bőgősével együtt már órákat tartott. Ugyanakkor klasszikus zenét is tanult.
Kiváló nagybőgős, amellett ugyancsak kiváló zeneszerző is volt. Virtuóz improvizációs képesség, halálpontos intonáció, utánozhatatlan pontosság jellemezte. Gyakran vonóval játszott.
Tuberkulózisban halt meg mindössze 33 évesen.

## Lemezek
- Chambers' Music (Jazz: West, 1956)
- Whims Of Chambers (Blue Note, 1957)
- Westlake Bounce The Music Of John Graas (1957)
- Bass on Top (Blue Note, 1957)
- Paul Chambers Quintet (Blue Note, 1958)
- We Three: with Roy Haynes and Phineas Newborn (1959)
- Go (Paul Chambers album, 1959)
- 1st Bassman (Vee-Jay, 1960)